# Hoplitontus
Hoplitontus är ett släkte av skalbaggar. Hoplitontus ingår i familjen vivlar.
Kladogram enligt Catalogue of Life:
| Hoplitontus | \| \| Hoplitontus abyssinicus \| \| \| \| \| \| Hoplitontus banosus \| \| \| \| |
|             | \| \| Hoplitontus abyssinicus \| \| \| \| \| \| Hoplitontus banosus \| \| \| \| |
|             | Hoplitontus abyssinicus                                                         |
|             |                                                                                 |
|             | Hoplitontus banosus                                                             |
|             |                                                                                 |